# Jean de Santeul
Jean de Santeul, znany również jako Jean-Baptiste Santeul, Jean-Baptiste Santeuil, Jean-Baptiste Santeüil, Santolius Victorinus lub Santolius (ur. 5 grudnia 1630 w Paryżu, zm. 5 sierpnia 1697 w Dijon) – francuski kanonik i poeta nowołaciński.

## Życiorys
Urodził się w Paryżu w roku 1630 i pochodził z zamożnej rodziny. Pobierał nauki w Collège Sainte-Barbe i liceum Louis-le-Grand.
Po ukończeniu nauki został kanonikiem w opactwie Saint-Victor w Paryżu.
Jednak jego główną pasją była poezja w języku łacińskim, którą tworzył pod imieniem Santolius Victorinus. Był jednym z wybijających się tego typu poetów tamtych czasów.
Santeul był znany ze swego dowcipu i osobliwych nawyków.
Zmarł w czasie podróży, w Dijon, 5 sierpnia 1697.

## Ważniejsze dzieła
Wiele z jego pieśni ukazało się w Brewiarzu z Cluniac (1686) i Brewiarzu paryskim (1680 i 1736), a część została przetłumaczona na język angielski, i są one w powszechnym użyciu w Wielkiej Brytanii i Ameryce.
Jego Hymni Sacri et Novi zostały opublikowane w Paryżu w 1689 a pośmiertnie w 1698 opublikowano ich wersję poszerzoną.
Santeulowi przypisywane jest autorstwo łacińskiej sentencji Castigat ridendo mores (pol. Śmiechem poprawia obyczaje), która jest dewizą Opery Komicznej w Paryżu.

## Źródła
- John Julian, Dictionary of Hymnology (1907) (ang.)